# Sleep's Holy Mountain
| Recensione | Giudizio |
| ---------- | -------- |
| AllMusic   | [ 1 ]    |

Sleep's Holy Mountain è il secondo album in studio del gruppo musicale stoner rock/doom metal statunitense Sleep, pubblicato nel novembre del 1992 in Europa e nel marzo del 1993 negli Stati Uniti dall'etichetta Earache Records.

## Pubblicazione e Accoglienza
Le registrazioni che sarebbero poi diventate Sleep's Holy Mountain furono originariamente inviate all'etichetta indipendente Earache Records come un demo. L'etichetta mise immediatamente sotto contratto la band e pubblicò le registrazioni esattamente come le aveva ricevute. Questo fu l'ultimo album a essere pubblicato dal gruppo ancora in attività, dato che gli album successivi furono pubblicati solo in seguito allo scioglimento degli Sleep.
L'album, che include la parola "stoner" nei testi di due brani e presenta una raffigurazione di foglie di cannabis nel disegno di copertina, è considerato uno dei dischi più importanti per il successivo sviluppo del genere stoner rock. L'accoglienza della critica specializzata fu molto positiva e gli Sleep, assieme ai Kyuss, furono indicati come i gruppi di punta della nascente scena stoner.
I brani "Dragonaut" e "Some grass" vennero utilizzati nel film del 1997 Gummo, di Harmony Korine.
Nel maggio del 2009, l'album fu suonato dal vivo nella sua interezza per la serie di concerti Don't Look Back, nel contesto del festival All Tomorrow's Parties.

## Tracce
Tutta la musica e i testi sono stati scritti dagli Sleep a parte "Snowblind", scritta dai Black Sabbath.
1. "Dragonaut" - 5:43
2. "The Druid" - 4:52
3. "Evil Gypsy / Solomon's Theme" - 7:07
4. "Some Grass" - 0:48
5. "Aquarian" - 5:38
6. "Holy Mountain" - 8:45
7. "Inside the Sun" - 5:45
8. "From Beyond" - 10:34
9. "Nain's Baptism" - 3:02

Tracce bonus nella ristampa del 2009:
1. "Snowblind" (Black Sabbath)
2. "Dragonaut" (Video musicale)

## Formazione
- Al Cisneros – voce, basso
- Matt Pike – chitarra elettrica
- Chris Hakius – batteria

## Produzione
- Billy Anderson – produzione, ingegnere del suono[3]
- Sleep – produzione
- Robert Klem – grafica

## Cronologia delle pubblicazioni
| Anno | Etichetta | Formato | Paese                     | Fuori stampa? | Note |
| ---- | --------- | ------- | ------------------------- | ------------- | --- |
| 1992 | Earache   | CD      | Gran Bretagna             | Sì            | |
| 1992 | Earache   | LP      | Gran Bretagna             | Sì            | |
| 2002 | Earache   | LP      | Stati Uniti/Gran Bretagna | Sì            | Versione limitata in 2000 copie. 1000 copie in vinile verde (Stati Uniti), 1000 copie in vinile nero da 220g (Gran Bretagna). |
| 2007 | Kreation  | LP      | Stati Uniti               | No            | Custodia pieghevole. Stampato in diversi colori, in picture disc e vinile nero.                                               |
| 2009 | Earache   | CD      | Gran Bretagna             | No            | Include una traccia bonus e un video.                                                                                         |